# 색슨 (밴드)
색슨(Saxon)은 1977년 반즐리에서 결성된 영국의 헤비 메탈 밴드이다. 뉴 웨이브 오브 브리티시 헤비 메탈(NWOBHM)의 리더로서, 1980년대에 영국 톱 10 음반 4장과 톱 5 음반 2장을 포함하여 8장의 영국 톱 40 음반을 보유하였다. 그들은 영국 싱글 차트에서 수많은 싱글을 기록했고, 유럽과 일본 전역에서 성공을 거두었으며, 미국에서도 성공을 거두었다.
1980년대에 색슨은 유럽에서 가장 성공적인 메탈 행위의 하나로 자리를 잡았다. 밴드 투어는 정규적으로 2015년까지 전 세계적으로 1,500만 장 이상의 음반을 판매했다. 그들은 또한 머틀리 크루, 메탈리카, 메가데스, 슬레이어, 앤스랙스, 판테라, 테스터먼트, 도켄, 스키드 로, 드림 시어터, 엑소더스, 오버킬, 킹 다이아몬드, 켈틱 프로스트를 포함한 주목할 만한 밴드들에 의해 주요한 영향이나 영감으로 언급되었다.

## 역사

### 형성 및 초기 (1976년~1979년)
색슨은 전 코스트 멤버 비프 바이퍼드, 폴 퀸, 전 SOB 멤버 그레이엄 올리버, 베이스의 스티브 도슨, 드럼의 피트 길에 의해 결성되었으며 원래 이름은 "손 오브 비치(Son of a Bitch)"였다. 이 밴드는 얼마 지나지 않아 색슨으로 이름을 바꾸었다. 그들은 모터헤드와 같은 기성 밴드들을 지원하는 것으로 시작했다. 1979년, 밴드는 영국의 프레디 캐넌이 운영하는 프랑스의 음반사 카레어과 계약을 맺고 그들의 동명 데뷔 음반을 발매했다.

### 영국의 성공 (1980년~1982년)
1980년에 발매된 《Wheels of Steel》은 영국에서 5위를 기록했다. 이 음반은 타이틀곡과 관객들이 좋아하는 곡인 〈747 (Strangers in the Night)〉이라는 두 곡을 히트시켰다. 그 결과, 색슨은 일련의 긴 영국 투어를 시작했다. 8월 16일, 그들은 다음 해의 〈And the Bands Played On〉에 의해 기념되는 첫 번째 몬스터즈 오브 록 페스티벌에서 긍정적인 반응을 얻었다. 그들의 세트는 녹음되었지만, 2000년까지는 공식적으로 발매되지 않았다. 4월에 색슨은 《탑 오브 더 팝스》에 많은 출연들 중 처음으로 히트곡 〈Wheels of Steel〉을 공연했다.

## 음반 목록
- Saxon (1979)
- Wheels of Steel (1980)
- Strong Arm of the Law (1980)
- Denim and Leather (1981)
- Power & the Glory (1983)
- Crusader (1984)
- Innocence Is No Excuse (1985)
- Rock the Nations (1986)
- Destiny (1988)
- Solid Ball of Rock (1991)
- Forever Free (1992)
- Dogs of War (1995)
- Unleash the Beast (1997)
- Metalhead (1999)
- Killing Ground (2001)
- Lionheart (2004)
- The Inner Sanctum (2007)
- Into the Labyrinth (2009)
- Call to Arms (2011)
- Sacrifice (2013)
- Battering Ram (2015)
- Thunderbolt (2018)
- Inspirations (2021)
- Carpe Diem (2022)
- Hell, Fire and Damnation (2024)